# Rygar the Legendary Warrior
Rygar é um jogo eletrônico de arcade criado pela Tecmo em 1986 e originalmente lançado no Japão como Argos No Senshi. É um jogo de plataforma onde o jogador assume o papel como o "Guerreiro Legendário", enquanto batalha em uma paisagem hostil. Incluía um jogo rico de ataque e capacidades de movimento. A característica principal de gameplay está em usar uma arma chamada "Diskarmor", uma espécie de escudo preso a uma corrente.

## História
O jogo de arcade começa com a introdução seguinte:
4.5 bilhões anos passaram desde a criação de Terra. Muitos dominadores regeram em toda a sua glória, mas o tempo era o maior inimigo deles e destruiu o seu reinado. E agora o novo reinado dos dominadores começa...
Informação respigada de manuais das versões para consoles revela que Ligar, um ser perverso, assumiu a terra de Argool, e Rygar, um guerreiro morto que ascendeu da sepultura, tem que usar o Diskarmor, junto com uma variedade de outras armas para o parar. Pistas de versões de console e diálogo limitado são dadas na forma de grandes homens sábios encontrados nos templos de pedras verdes ao longo do jogo.
No original japonês, referências para "Ligar" e "Rygar" são a mesma, devido ao fato que as sílabas romanas que o "Li" e "Ry" vêm do mesmo caráter japonês. Na versão original japonesa, o herói é chamado simplesmente de "O Guerreiro Legendário", enquanto "Rygar" e "Ligar" se referem ao vilão principal do jogo.
O jogo possui um total de 27 fases e chamava a atenção pelo gráfico elaborado (para a época) e pelo seu alto grau de desafio, jogabilidade e dificuldade e também por possuir vários "segredos" escondidos em todas as fases, como tumbas, escudos e até mesmo uma estratégia que garantia 1.000.000 de pontos. Possuía também uma manobra, pouco conhecida pelos jogadores ao redor do mundo, que permitia ganhar 10.000 pontos a cada troca de fase.
Para aumentar o poder de sua "Diskarmor", era necessário colecionar cinco diferentes escudos, cada um conferindo um poder diferente a arma do herói. São eles:
Primeiro Escudo: Aumenta o poder de alcance da "Diskarmor".
Segundo Escudo: Aumenta o poder de destruição da "Diskarmor". De posse desse escudo, nosso herói consegue matar até 3 inimigos num só golpe, sem ele, mata apenas um inimigo por golpe.
Terceiro Escudo: Dá ao herói o poder de matar os inimigos pisando em cima deles. Este escudo é necessário para ganhar 50.000 pontos ao se destruir o guardião que existe no final das fases em que o fundo é adornado com um belo pôr do sol.
Quarto Escudo: Invulnerabilidade. Este escudo transforma o guerreiro imortal por um determinado período de tempo. Após o término do tempo, o escudo desaparece.
Quinto escudo: Direcional. Com este escudo, é possível direcionar com maior precisão o "Diskarmor".
Ao coletar os cinco escudos pela primeira vez, ganha-se um prêmio de 160.000 pontos. Para conseguir ganhar novamente o prêmio de 160.000 pontos, é necessário perder os escudos e coletá-los novamente.